# Судость
Судость — річка в Росії і Україні у північній частині Придніпровської низовини, права притока Десни; довжина 208 км, сточище — 5 850 км²; забагнена, живлення мішане, переважно снігове; замерзає в грудні, скресає у квітні. Лише пониззя Судості положене на території України (переважна частина на території Російської Федерації). Впадає в Десну біля села Мурав'ї.
Бере початок у Борис-Село.
На Судості — міста Почеп і Погар.